# Eleição municipal de São José de Ribamar em 1996
A eleição municipal de São José de Ribamar em 1996 ocorreu em 3 de outubro de 1996. O prefeito era Júlio Matos, do PSDB, que terminaria seu mandato em 1 de janeiro de 1997. José Câmara Ferreira, do PSD, foi eleito prefeito de São José de Ribamar.

## Candidatos
|  | Nº | Candidato(a) a prefeito | Candidato(a) a prefeito                                        | Candidato(a) a vice-prefeito | Candidato(a) a vice-prefeito | Coligação |
|  | -- | ----------------------- | -------------------------------------------------------------- | ---------------------------- | ---------------------------- | --- |
|  | 15 |                         | José Ribamar de Matos Filho (PMDB) José Ribamar de Matos Filho |                              | n/d                          | Sem nome - Partido do Movimento Democrático Brasileiro (PMDB) - Partido da Reconstrução Nacional (PRN) - Partido dos Aposentados da Nação (PAN) - Partido Social Trabalhista (PST) |
|  | 17 |                         | José Ribamar Lobato Santana (PSL) José Ribamar Lobato Santanao |                              | n/d                          | Sem coligação - Partido Social Liberal (PSL) |
|  | 41 |                         | José Câmara Ferreira (PSD) José Câmara Ferreira                |                              | n/d                          | Sem nome - Partido Social Democrático (PSD) - Partido da Frente Liberal (PFL) - Partido de Reedificação da Ordem Nacional (PRONA) - Partido Social Cristão (PSC) - Partido Renovador Trabalhista Brasileiro (PRTB) - Partido Republicano Progressista (PRP) - Partido Trabalhista Brasileiro (PTB) - Partido Liberal (PL) - Partido Verde (PV) - Partido Trabalhista Nacional (PTN) - Partido Trabalhista do Brasil (PTdoB) |
|  | 45 |                         | João Santiago Filho (PSDB) João da Silva Santiago Filho        |                              | n/d                          | Sem nome - Partido da Social Democracia Brasileira (PSDB) - Partido Socialista Brasileiro (PSB) - Partido Democrático Trabalhista (PDT) - Partido Popular Socialista (PPS) - Partido Progressista Brasileiro (PPB) - Partido dos Trabalhadores (PT) - Partido Comunista do Brasil (PCdoB) |

## Resultado da eleição para prefeito
| 1º Turno 3 de outubro de 1996      | 1º Turno 3 de outubro de 1996 | 1º Turno 3 de outubro de 1996 | 1º Turno 3 de outubro de 1996 |
| Candidato(a)                       | Vice                          | Votação                       | Votação                       |
| Candidato(a)                       | Vice                          | Total                         | Porcentagem                   |
| ---------------------------------- | ----------------------------- | ----------------------------- | ----------------------------- |
| José Câmara Ferreira (PSD)         | n/d                           | 9.189                         | 43,69%                        |
| João Santiago Filho (PSDB)         | n/d                           | 5.998                         | 28,52%                        |
| José Ribamar Lobato Santana (PSL)  | n/d                           | 3.728                         | 17,72%                        |
| José Ribamar de Matos Filho (PMDB) | n/d                           | 2.119                         | 10,07%                        |
| Total de votos válidos             | Total de votos válidos        | 21.034                        | 100,00%                       |
| Votos apurados                     |                               |                               |                               |
| Votos válidos                      | Votos válidos                 | 21.034                        | 92,06%                        |
| Votos em branco                    | Votos em branco               | 563                           | 2,46%                         |
| Votos nulos                        | Votos nulos                   | 1.252                         | 5,48%                         |
| Total de votos apurados            | Total de votos apurados       | 22.849                        | 100,00%                       |
| Eleitores                          |                               |                               |                               |
| Comparecimento                     | Comparecimento                | 22.849                        | n/d                           |
| Abstenções                         | Abstenções                    | n/d                           | n/d                           |
| Total de eleitores                 | Total de eleitores            | n/d                           | 100,00%                       |

| Partido | Partido | Candidato                    | Votos  | Votos (%) |
| ------- | ------- | ---------------------------- | ------ | --------- |
|         | PSD     | José Câmara Ferreira         | 9 189  | 43,69%    |
|         | PSDB    | João da Silva Santiago Filho | 5 998  | 28,52%    |
|         | PSL     | José Ribamar Lobato Santana  | 3 728  | 17,72%    |
|         | PMDB    | José Ribamar de Matos Filho  | 2 119  | 10,07%    |
| Totais  | Totais  | Totais                       | 21 034 |           |